# Dolmen della Chianca
Il dolmen della Chianca è un imponente monumento megalitico preistorico, risalente all'età del bronzo.
Il nome Chianca deriva dal termine dialettale biscegliese chienghe, cioè lastra di pietra o di lava. In alcuni testi, e su alcune guide, il dolmen della Chianca viene indicato con il nome di dolmen di Bisceglie; con tale nome è anche identificata l'omonima coppia di aree di servizio Sarni sull'autostrada A14, dove dalla quale, in direzione Bologna, in passato esso poteva essere visitato dopo un breve tragitto a piedi, mentre attualmente si può raggiungere attraverso la SP 85.
È opportuno tener presente che nel territorio biscegliese si trovano altri due monumenti megalitici dello stesso tipo: il dolmen di Albarosa e il dolmen della masseria Frisari.

## Informazioni
(Mario Cosmai, storico e scrittore)
La costruzione fu scoperta dagli archeologi Francesco Samarelli e Angelo Mosso il 6 agosto del 1909, in località "la Chianca" nel territorio di Bisceglie, in una zona distante dal Pulo di Molfetta di qualche chilometro vicinissima ad una lunga e profonda valle denominata "lama di Santa Croce", ricca di grotte che furono sede di frequentazione umana in più fasi. I primi scavi furono condotti dagli scopritori al momento del rinvenimento e furono proseguiti dall'archeologo Michele Gervasio negli ultimi mesi del 1910. Quando il dolmen fu scoperto i contadini del luogo avevano già rimosso tutto prima degli scavi, anche se alcune tracce dei mucchi di pietrame e di terriccio che coprivano la costruzione erano evidenti agli occhi degli archeologi.
Nella cella furono rinvenute ossa di animali, frammenti di piccoli vasi e alcuni coltelli di pietra risalenti intorno a 1200 - 1000 anni a.C., sei scheletri di adulti e di ragazzi disposti in modo disordinato, e due scheletri in posizione rannicchiata. Nel dromos furono trovate alcune stoviglie nerastre, un pendaglio in bronzo ed una brocca. I reperti furono acquisiti dal museo archeologico di Bari, dove attualmente sono conservati. Sin dalla sua scoperta il dolmen della Chianca è sempre stato oggetto di studio da parte di genti e culture diverse, che spesso ne hanno attribuito significati e valori simbolici sul piano antropologico, culturale ed economico. Da anni si svolgono intorno ad esso manifestazioni culturali.
Dall'estate del 2010 si svolge una rassegna di poesia che vede alternarsi poeti provenienti da tutta Italia. L'evento "Notte di poesia al dolmen", organizzato dalla Pro Loco di Bisceglie e diretto da Maurizio Evangelista ha ospitato, nel 2012, il poeta e cantante Roberto Vecchioni.

## Galleria d'immagini

Il dolmen agli inizi del '900
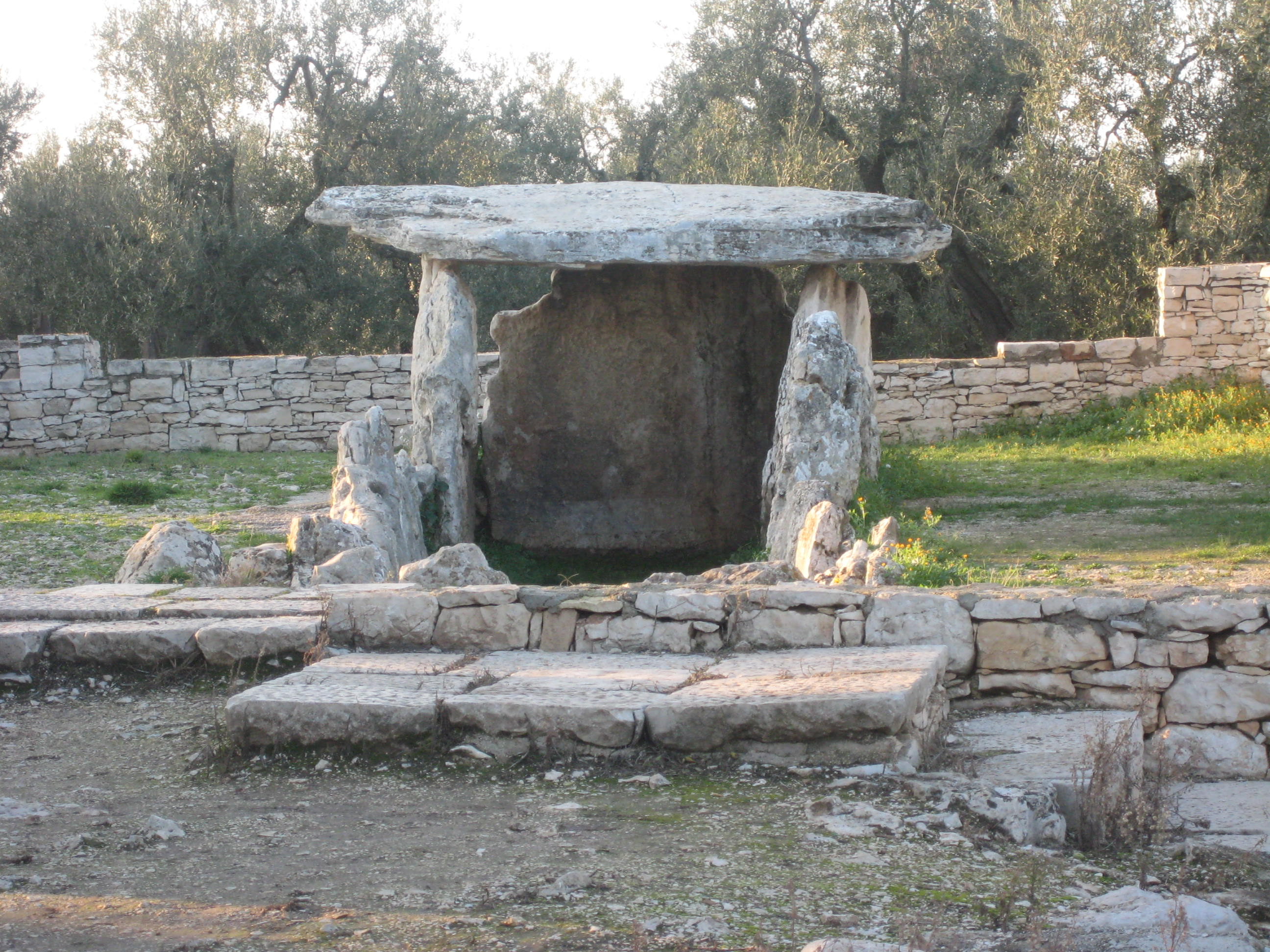
Il dolmen: visione da est
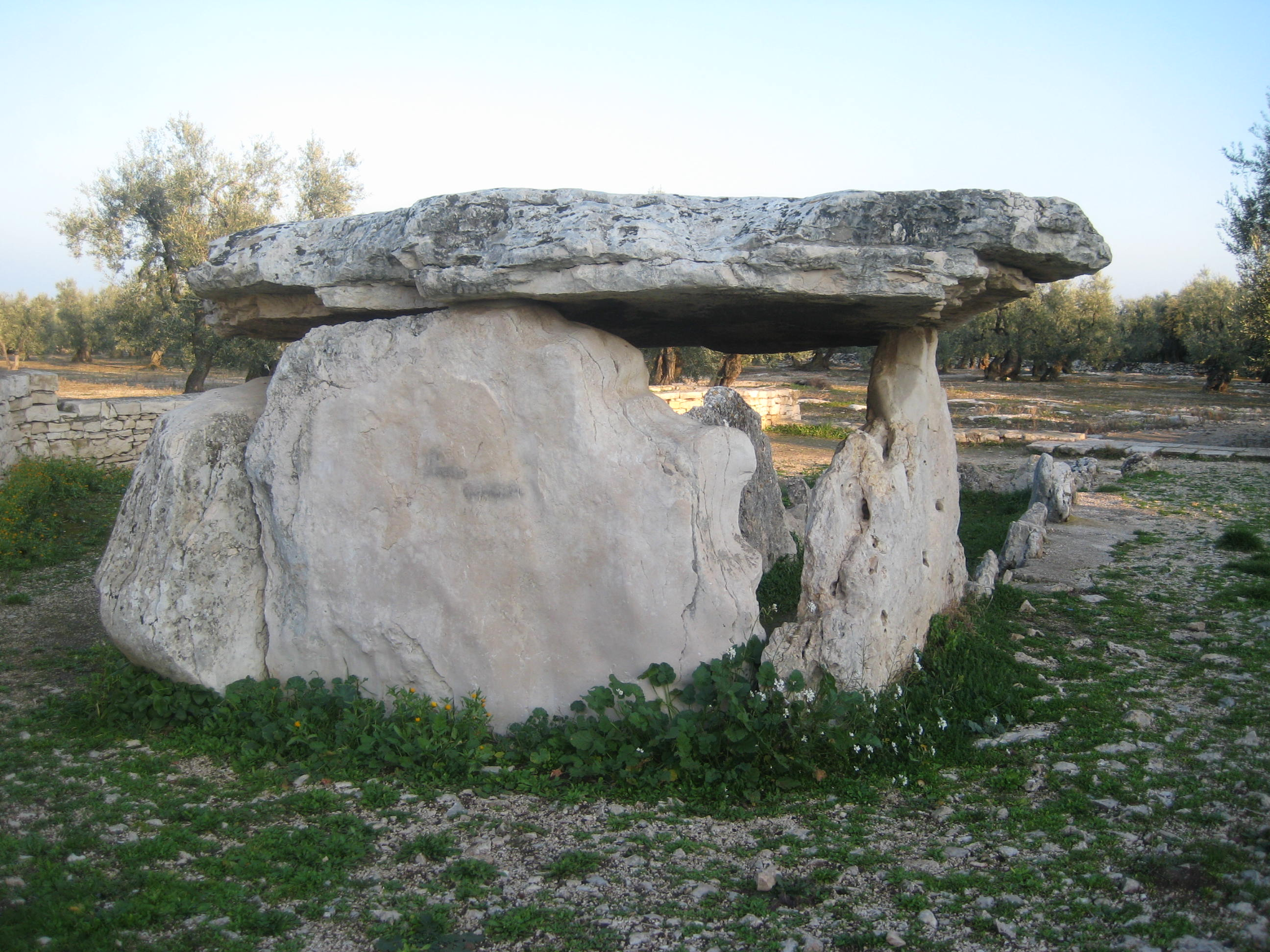
Il dolmen: visione da sud-ovest
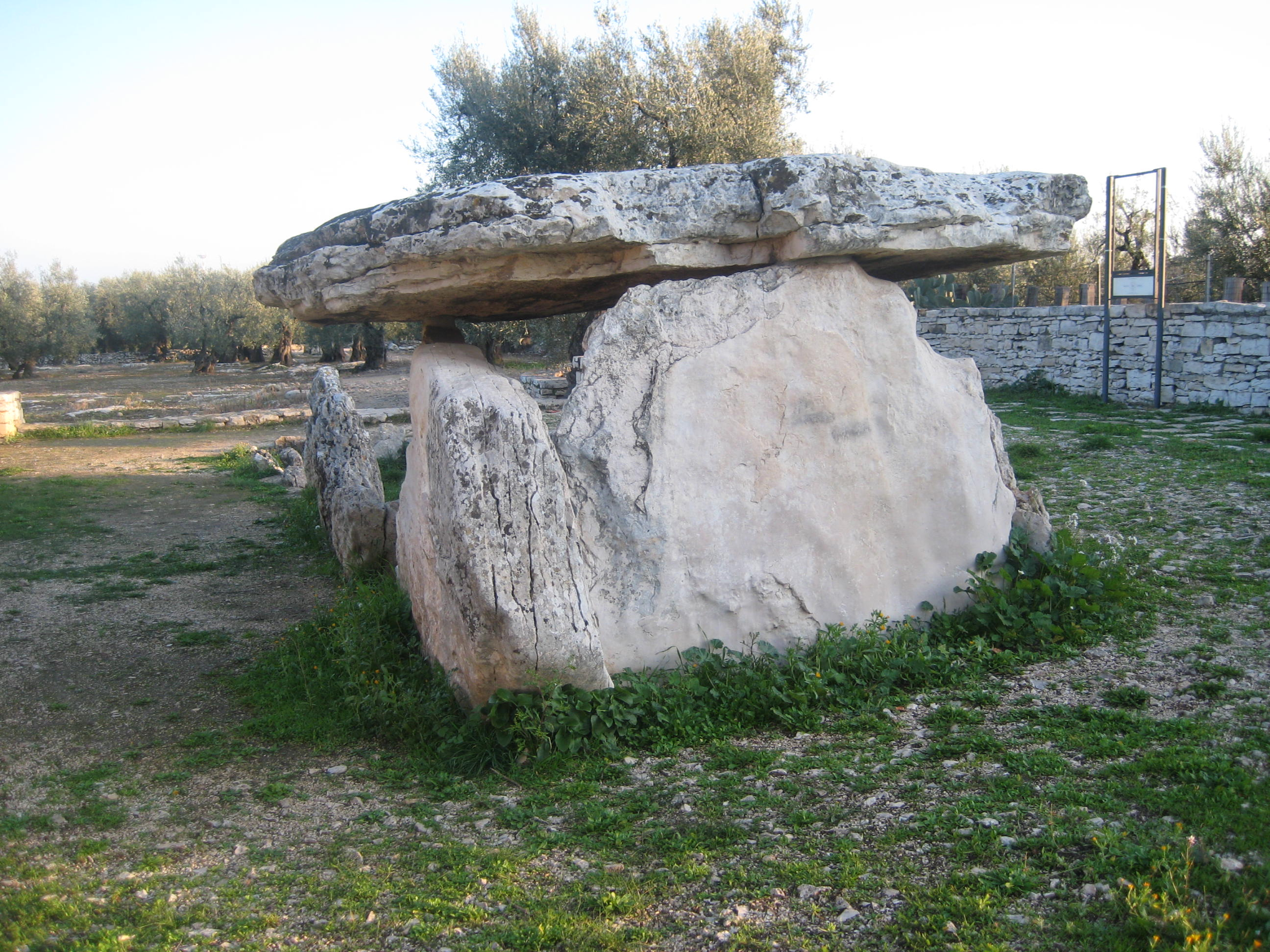
Il dolmen: visione da nord-ovest
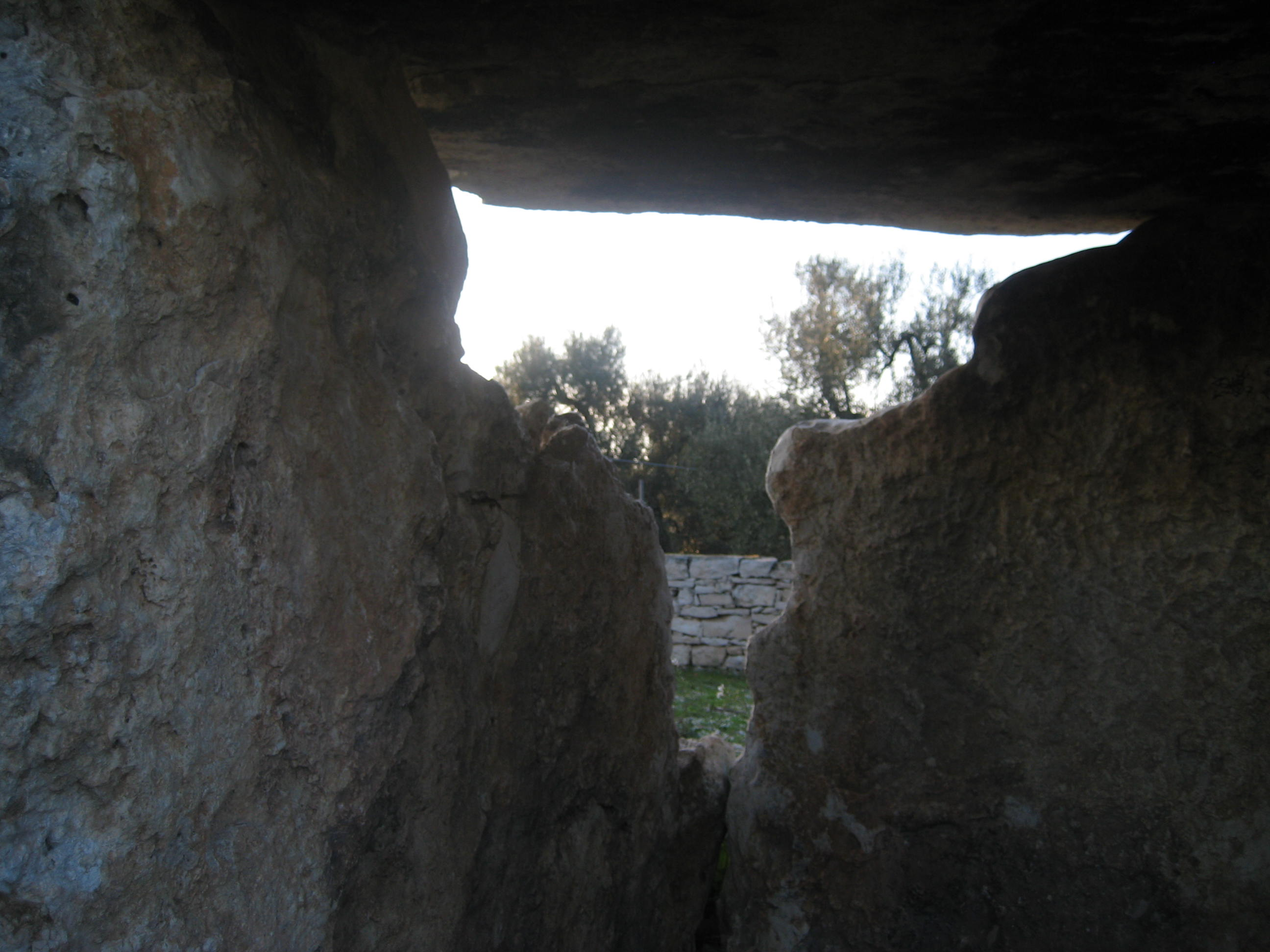
Interno del Dolmen della Chianca
Francobollo emesso dalle Poste Italiane raffigurante il Dolmen della Chianca
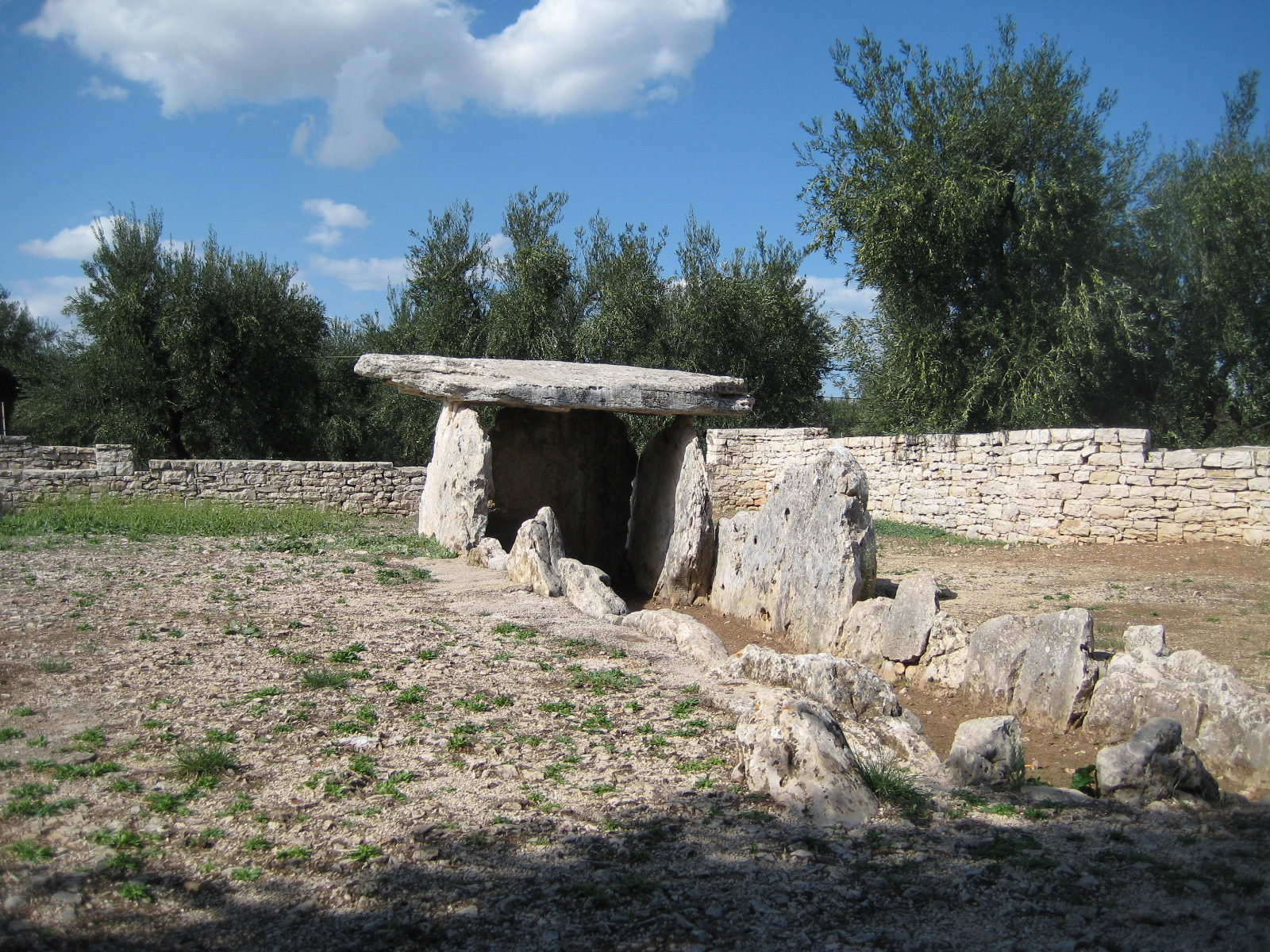
Prospettiva del Dolmen
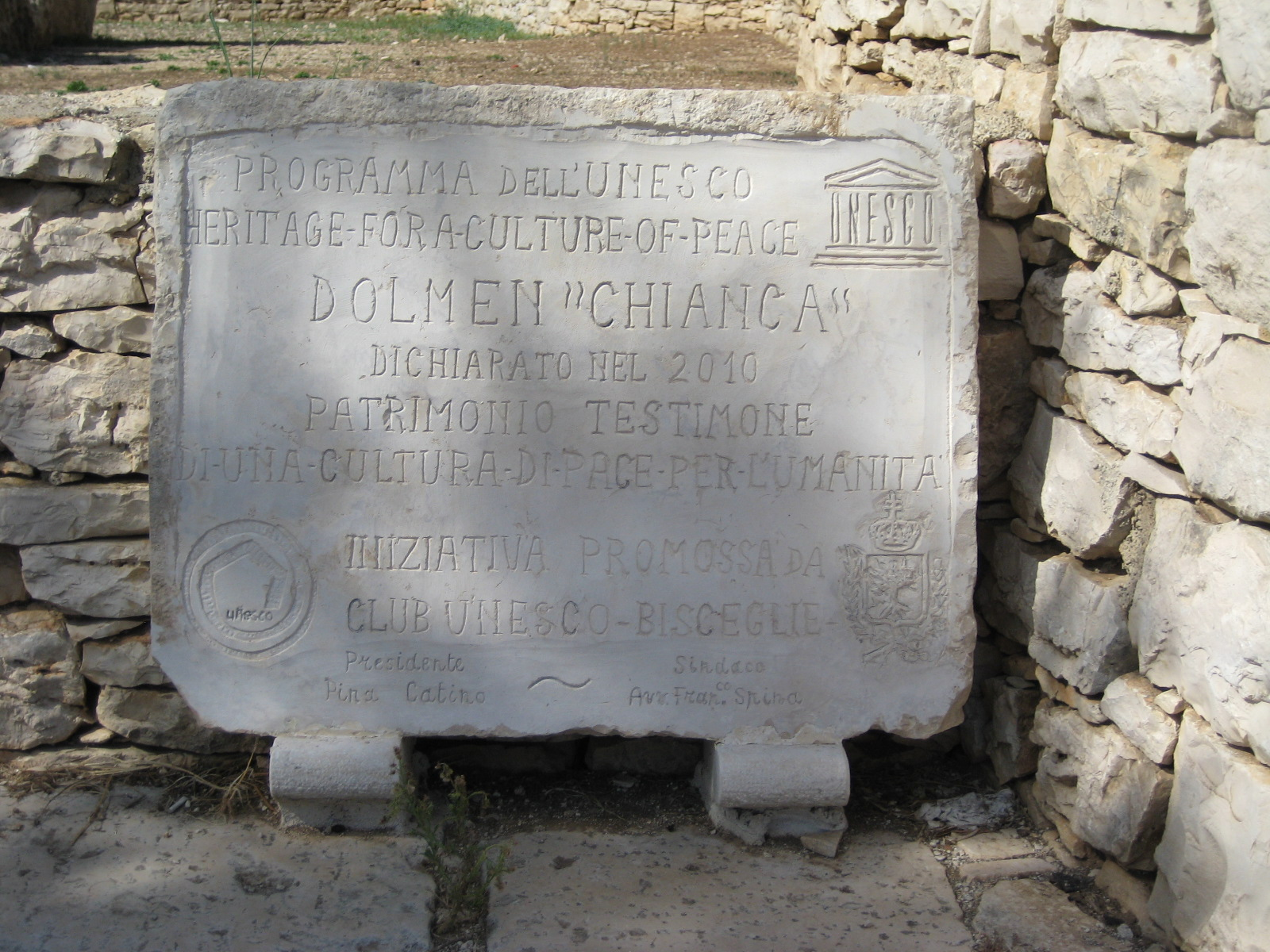
Targa lapidea di riconoscimento dell'UNESCO
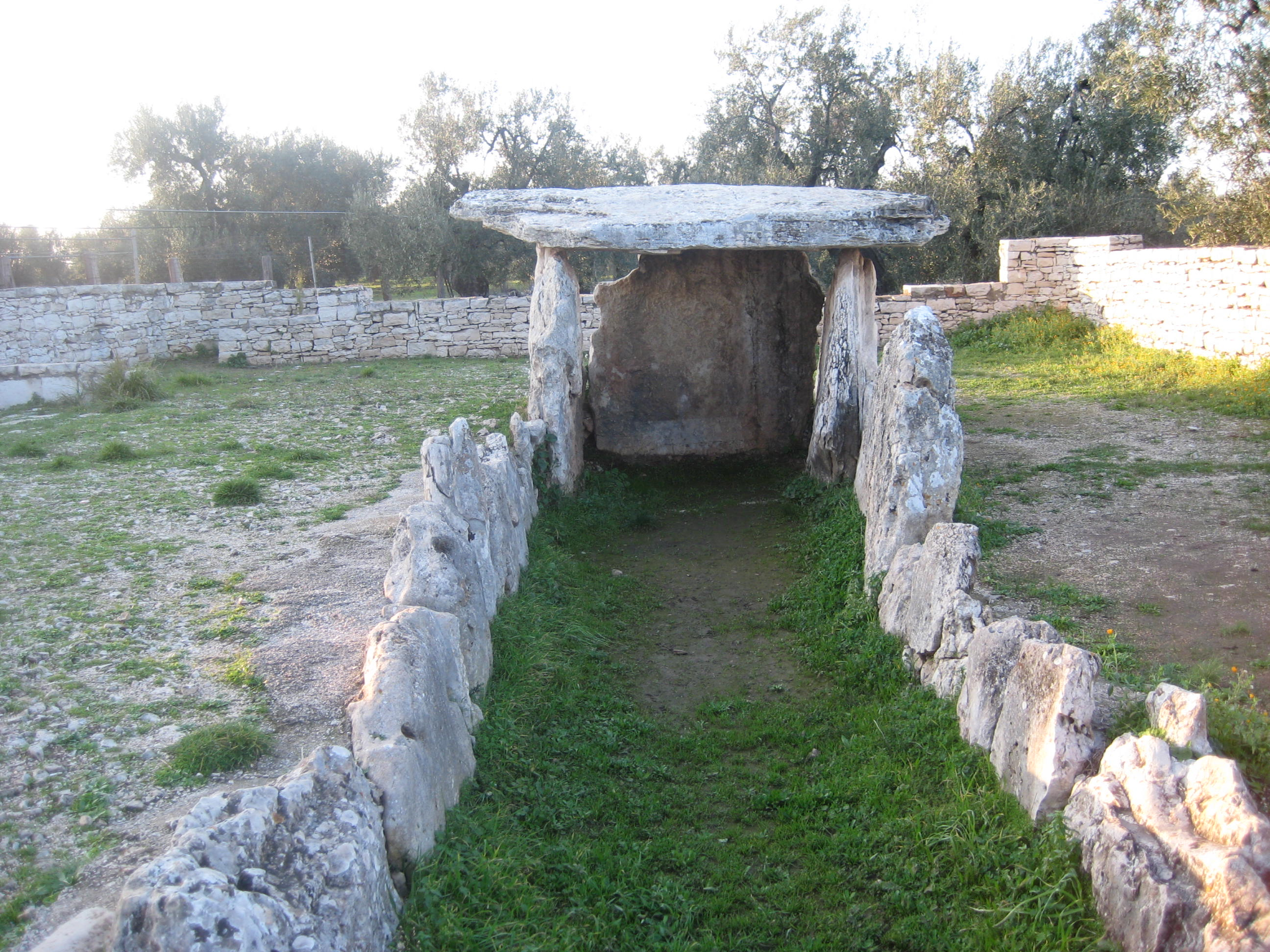
Il dolmen: il Dromos
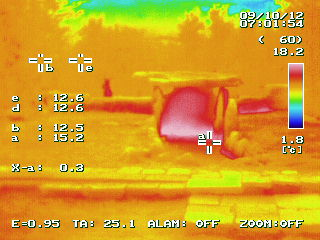
Termografia del Dolmen
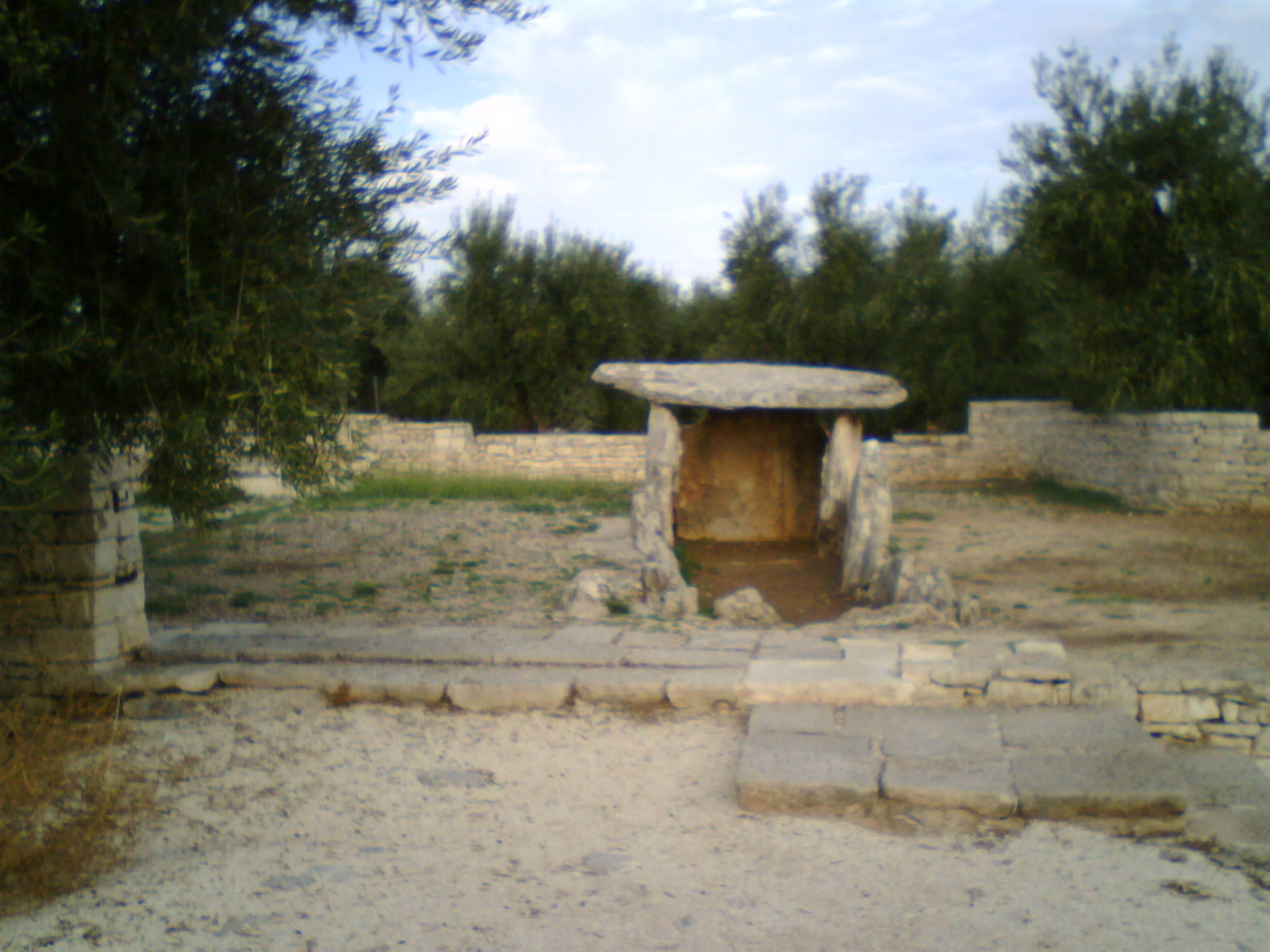
Il dolmen: visione frontale del Dromos
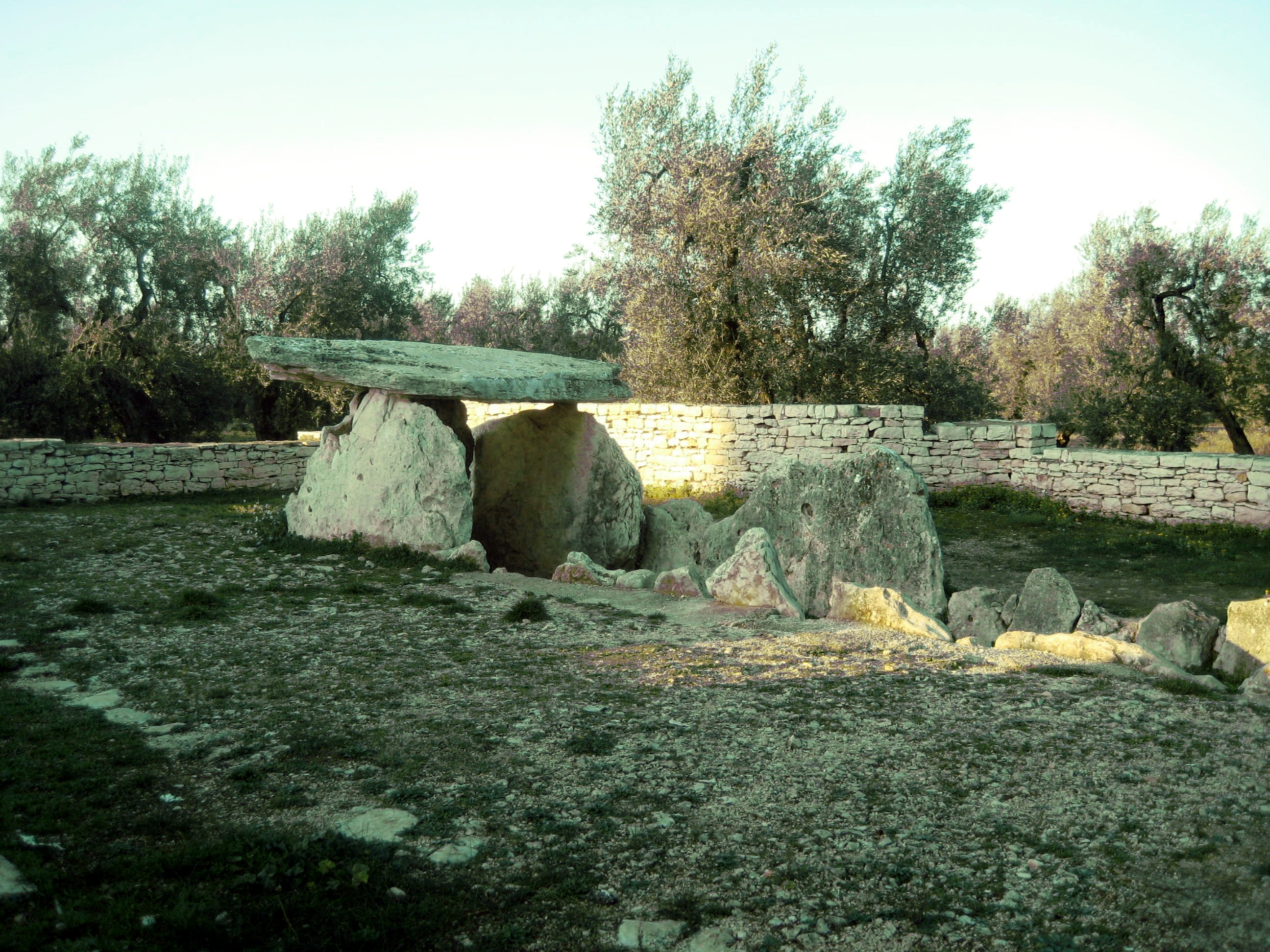
Il dolmen: visione da sud-est